# かわらだユタカ
かわらだユタカは日本のシンガーソングライター、ミュージシャン。また、男女ツインボーカルの3人組ロックバンド「ザ★リルビッツ」のボーカル、ギターを務め、リーダーでもある。血液型A型。三重県津市出身。

## 経歴
- FMのオーディション番組で4週連続勝ち抜き、2004年、コロムビアからミニアルバム『あいのコトバ』でメジャーデビューを果たす。
- その2年後、2006年に3ピースバンド「ザ★リルビッツ」を結成。エイベックスからメジャーデビュー。
- 2007年、並行してソロ活動をはじめる。

## 作品
- かわらだユタカ／あいのコトバ 2004年2月11日 コロムビアミュージックエンタテインメント
- ザ★リルビッツ／ふたりの愛ランド 2006年7月5日 avex trax
1984年に大ヒットした「石川優子とチャゲ」による同名の曲をスカアレンジでカバー。
- ザ★リルビッツ／恋愛妄想族(れんあいもうそうぞく）
テレビ東京系「ぼくだけの☆アイドル」テーマソング。

## 出演
- 中倉姉妹のインターネットラジオ番組「Positive de Go!」（2007年10月5日配信分）
中倉彰子のソロシングル「Tearful Smile」をカバーして生ギターで熱唱。CD音源から「愛すべき人」楽曲紹介。